# Old Catton
Old Catton är en civil parish i Storbritannien.   Den ligger i grevskapet Norfolk och riksdelen England, i den sydöstra delen av landet, 160 km nordost om huvudstaden London. Antalet invånare är 5 954. Arean är 2,3 kvadratkilometer.
Terrängen i Old Catton är mycket platt.